# Hafiz (califa)
Hafiz, Hafez ou Háfece (em árabe: الحافظ, lit. 'Al-Ḥāfiz') foi o décimo-primeiro califa fatímida e reinou entre 1130 e 1149.

## Biografia
Hafiz assumiu o califado após o assassinato de seu primo Alamir (r. 1101–1130) e, como ele não havia sido designado herdeiro por Alamir antes de morrer, a sucessão de Hafiz gerou controvérsias. Um grupo de xiitas ismailitas reconheceu o filho de Alamir, Taiabe Abi Alcacim como verdadeiro herdeiro, levando a um novo cisma. Além disso, o filho de Lavendálio, o poderoso regente derrubado no final do califado de Alamir, desafiou e prendeu Hafiz e reino de fato por um breve período até ser ele também assassinado, supostamente a mando dos hafizitas, os partidários de Hafiz.